# Liste der Kirchen im Bistum Aachen – Region Aachen-Stadt
Die Liste der Kirchen im Bistum Aachen – Region Aachen-Stadt listet die römisch-katholischen Kirchen auf, die zum Bestand der GdG Aachen-Mitte, GdG Aachen-Nord, GdG Aachen-Ost/Eilendorf, GdG Aachen-Forst/Brand, GdG Aachen-Kornelimünster/Roetgen, GdG Aachen-Burtscheid, GdG Aachen-Nordwest und GdG Aachen-West im Bistum Aachen zählen. Die Kapellen der Region sind in der Liste der Kapellen im Bistum Aachen – Region Aachen-Stadt einsortiert, die profanierten Kirchen in der Liste der profanierten Kirchen im Bistum Aachen.
| Bild | Kirche                        | Ort                          | Pfarrei                              | Gemeinschaft der Gemeinden    | Rang                         | Bauzeit                                                                                 |
| ---- | ----------------------------- | ---------------------------- | ------------------------------------ | ----------------------------- | ---------------------------- | --------------------------------------------------------------------------------------- |
|      | Aachener Dom                  | Aachener Altstadt            |                                      | Aachen-Mitte                  | Domkirche                    | 8. Jh. (Oktogon und Westwerk), 14. Jh. (Chorhalle)                                      |
|      | St. Foillan                   | Aachener Altstadt            | Franziska von Aachen/Aachen          | Aachen-Mitte                  | Pfarrkirche                  | 15. Jh., 1958 Wiederaufbau                                                              |
|      | Heilig Kreuz                  | Aachener Altstadt            | Franziska von Aachen/Aachen          | Aachen-Mitte                  | Filialkirche                 | 1898–1902                                                                               |
|      | Marienkirche                  | Aachener Altstadt            | Franziska von Aachen/Aachen          | Aachen-Mitte                  | Filialkirche                 | 1979–1981                                                                               |
|      | St. Andreas                   | Aachen-Soers                 | Franziska von Aachen/Aachen          | Aachen-Mitte                  | Filialkirche                 | 1966–1968                                                                               |
|      | St. Adalbert                  | Aachener Altstadt            | Franziska von Aachen/Aachen          | Aachen-Mitte                  | Filialkirche                 | 1005, 1873–1876 teilweiser Neubau                                                       |
|      | St. Peter                     | Aachener Altstadt            | Franziska von Aachen/Aachen          | Aachen-Mitte                  | Filialkirche                 | 12. Jh. (Turm), 1714–1718 (Kirchenschiff), 1948–1951 (Wiederaufbau)                     |
|      | St. Fronleichnam              | Aachen-Ostviertel            | St. Josef und Fronleichnam/Aachen    | Aachen-Mitte                  | Pfarrkirche                  | 1930                                                                                    |
|      | St. Josef                     | Aachen-Ostviertel            | St. Josef und Fronleichnam/Aachen    | Aachen-Mitte                  | Kolumbarium                  | 1893–1894                                                                               |
|      | St. Michael                   | Aachen-Burtscheid            | St. Gregor von Burtscheid/Burtscheid | Aachen-Burtscheid             | Pfarrkirche                  | 1748–1751                                                                               |
|      | Herz Jesu                     | Aachen-Frankenberger Viertel | St. Gregor von Burtscheid/Burtscheid | Aachen-Burtscheid             | Filialkirche                 | 1908–1910                                                                               |
|      | St. Aposteln                  | Aachen-Burtscheid            | St. Gregor von Burtscheid/Burtscheid | Aachen-Burtscheid             | Filialkirche                 | 1970                                                                                    |
|      | St. Gregorius                 | Aachen-Steinebrück           | St. Gregor von Burtscheid/Burtscheid | Aachen-Burtscheid             | Filialkirche und Kolumbarium | 1966–1967                                                                               |
|      | St. Johann Baptist            | Aachen-Burtscheid            | St. Gregor von Burtscheid/Burtscheid | Aachen-Burtscheid             | Filialkirche                 | 1735–1754                                                                               |
|      | St. Donatus                   | Aachen-Brand                 | St. Donatus/Brand                    | Aachen-Forst/Brand            | Pfarrkirche                  | 1880–1883                                                                               |
|      | Erlöserkirche                 | Aachen-Brand                 | St. Donatus/Brand                    | Aachen-Forst/Brand            | Kolumbarium                  | 1968–1969                                                                               |
|      | St. Katharina                 | Aachen-Forst                 | St. Katharina/Forst                  | Aachen-Forst/Brand            | Pfarrkirche                  | 1866–1867 (Querhaus und Chor), 1889–1890 (Langhaus und Turm)                            |
|      | St. Bonifatius                | Aachen-Forst                 | St. Katharina/Forst                  | Aachen-Forst/Brand            | Filialkirche                 | 1963–1964                                                                               |
|      | St. Germanus                  | Aachen-Haaren                | Christus unser Bruder/Aachen         | Aachen-Nord                   | Pfarrkirche                  | 1890–1892                                                                               |
|      | St. Martin                    | Aachen-Nordviertel           | Christus unser Bruder/Aachen         | Aachen-Nord                   | Filialkirche                 | 1953–1954                                                                               |
|      | St. Hubertus                  | Aachen-Verlautenheide        | Christus unser Bruder/Aachen         | Aachen-Nord                   | Filialkirche                 | 1949–1953                                                                               |
|      | St. Sebastian                 | Aachen-Hörn                  | St. Sebastian/Hörn                   | Aachen-Nordwest               | Pfarrkirche                  | 1952–1954                                                                               |
|      | St. Heinrich                  | Aachen-Horbach               | St. Heinrich/Horbach                 | Aachen-Nordwest               | Pfarrkirche                  | 1579 / 1632, 1846–1847 Erweiterung                                                      |
|      | St. Laurentius                | Aachen-Laurensberg           | St. Laurentius/Laurensberg           | Aachen-Nordwest               | Pfarrkirche                  | 1482 (Turm), 1912 (Kirchenschiff)                                                       |
|      | St. Peter                     | Aachen-Orsbach               | St. Peter/Orsbach                    | Aachen-Nordwest               | Pfarrkirche                  | 1863–1864                                                                               |
|      | St. Martin                    | Aachen-Richterich            | St. Martin/Richterich                | Aachen-Nordwest               | Pfarrkirche                  | 15. Jh. (Turm), 1791 (Kirchenschiff)                                                    |
|      | St. Konrad                    | Aachen-Vaalserquartier       | St. Konrad/Vaalserquartier           | Aachen-Nordwest               | Pfarrkirche                  | 1948–1951                                                                               |
|      | St. Philipp Neri              | Aachen-Vaalserquartier       | St. Konrad/Vaalserquartier           | Aachen-Nordwest               | Filialkirche                 | 1987–1988                                                                               |
|      | St. Severin                   | Aachen-Eilendorf             | St. Severin/Aachen                   | Aachen-Ost/Eilendorf          | Pfarrkirche                  | 1864–1867 (Kirchenschiff), 1904 (Turm)                                                  |
|      | St. Apollonia                 | Aachen-Eilendorf             | St. Severin/Eilendorf                | Aachen-Ost/Eilendorf          | Filialkirche                 | 1959–1961                                                                               |
|      | St. Jakob                     | Aachen-Westviertel           | St. Jakob/Aachen                     | Aachen-West                   | Pfarrkirche                  | 1877–1881                                                                               |
|      | Heilig Geist                  | Aachen-Hangeweiherviertel    | St. Jakob/Aachen                     | Aachen-West                   | Filialkirche                 | 1929–1930                                                                               |
|      | St. Hubertus                  | Aachen-Hanbruch              | St. Jakob/Aachen                     | Aachen-West                   | Filialkirche                 | 1963–1964                                                                               |
|      | Gemeindezentrum Maria im Tann | Aachen-Preuswald             | St. Jakob/Aachen                     | Aachen-West                   | Filialkirche                 | 1976                                                                                    |
|      | St. Kornelius                 | Aachen-Kornelimünster        | St. Kornelius/Kornelimünster         | Aachen-Kornelimünster/Roetgen | Pfarrkirche                  | 10.–15. Jh.                                                                             |
|      | St. Stephanus                 | Aachen-Kornelimünster        | St. Kornelius/Kornelimünster         | Aachen-Kornelimünster/Roetgen | Filialkirche                 | 14.–15. Jh.                                                                             |
|      | Christus unsere Einheit       | Aachen-Lichtenbusch          | Christus unsere Einheit/Lichtenbusch | Aachen-Kornelimünster/Roetgen | Pfarrkirche                  | 1954 Umbau der vormaligen Schule zur Kapelle, 1982 Sanierung und Umbau zur Filialkirche |
|      | St. Rochus                    | Aachen-Oberforstbach         | St. Rochus/Obersforstbach            | Aachen-Kornelimünster/Roetgen | Pfarrkirche                  | 1960–1962                                                                               |
|      | St. Josef                     | Aachen-Schmithof             | St. Josef/Schmithof-Sief             | Aachen-Kornelimünster/Roetgen | Pfarrkirche                  | 1903–1904                                                                               |
|      | St. Anna                      | Aachen-Walheim               | St. Anna/Walheim                     | Aachen-Kornelimünster/Roetgen | Pfarrkirche                  | 1859–1861                                                                               |
|      | St. Maria Schmerzhafte Mutter | Aachen-Walheim-Hahn          | St. Maria Schmerzhafte Mutter/Hahn   | Aachen-Kornelimünster/Roetgen | Pfarrkirche                  | 1880–1881                                                                               |
|      | St. Hubertus                  | Roetgen                      | St. Hubertus/Roetgen                 | Aachen-Kornelimünster/Roetgen | Pfarrkirche                  | 1854–1857                                                                               |
|      | St. Antonius                  | Roetgen–Rott                 | St. Antonius/Rott                    | Aachen-Kornelimünster/Roetgen | Pfarrkirche                  | 1834–1836                                                                               |
|      | St. Brigida                   | Stolberg–Venwegen            | St. Brigida/Venwegen                 | Aachen-Kornelimünster/Roetgen | Pfarrkirche                  | 1782–1784                                                                               |